# Легенда за Тарзан
„Легенда за Тарзан“ (на английски: The Legend of Tarzan) е американски анимационен сериал, създаден от Walt Disney Television, базиран по едноименния герой, създаден от Едгар Райс Бъроуз, както и от едноименния филм от Walt Disney Pictures. Сериалът започва от там, където филмът от 1999 г. завършва, като заглавието на героя се приспособява към новата му роля като лидер на маймуните след смъртта на Керчак, а Джейн (с която той се е оженил) се приспособява към живота в джунглата. Началната песен „Два свята“ е изпълнена от Фил Колинс.
Сериалът се излъчва по ABC от 13 юли до 7 септември 2002 г., като част от състава на "Disney's Saturday Morning", докато е преместен в UPN "Disney's One Too".

## Актьорски състав

### Главни роли
- Майкъл Т. Уайз – Тарзан
- Оливия Д'Або – Джейн Портър
- Ейприл Уинчъл – Търк
- Джим Къмингс – Слона Тантор
- Сюзън Блейксли – Кала
- Джеф Бенет – Професор Портър
- Ланс Хенриксен – Керчак

### Поддържащи роли
- Ерик вон Детен – Флинт
- Джейсън Марсдън – Мунго
- Франк Уелкър – Ману
- Рене Обержоноа – Ренар Дюмон
- Дейв Томас – Хюго
- Джо Флахърти – Хуфт
- Джеймс Ейвъри – вожд Киуази
- Фил Ламар – Базули
- Шийна Истън – доктор Робин Дойл
- Нийл Патрик Харис – Мойо
- Тара Стронг – Хейзъл
- Грей Делайл – Грийнли
- Николет Шеридан – Елинор
- Джон Мариано – Джоуи Маркс
- Джон Фавро – Малърган
- Синди Уорън – Джамила
- Брус Кембъл – Макс Либлинг
- Дон Люис – Нао

### Злодеи
- Кийт Дейвид – Тублат
- Даян Керъл – Кралица Ла
- Крейг Фъргюсън – Самюъл Ти Филандър
- Рон Пърлман – Николас Рокоф
- Джим Къмингс – полковник Стакуейт / Мъркъс
- Джон О'Хърли – Джоханес Нилс
- Кевин Майкъл Ричардсън – Тадеуш Хънт / Мувиро
- Франк Уелкър – Нуру, Шийта, Мабая и Хиста
- Джейсън Александър – Зуто
- Чарлз Нейпиър – Иън Мактийг
- Аманда Донахю – Лейди Уолтъм, сестра на мъртвия Клейтън
- Джеф Бенет – Робърт Канлър

### Поддържащи роли
- Кати Наджими – Дания
- Марк Хармън – Боб Маркъм
- Николет Литъл – Абигейл „Аби“ Маркам
- Тейт Донован – Гобу
- Стивън Уебър – Едгар Райс Бъроуз
- Стивън Рут – Теодор Рузвелт

## „Легенда за Тарзан“ в България
През 2003 г. се излъчва по Канал 1 в рубриката „Часът на Дисни“, с разписание всеки уикенд от 8:00 ч. Българския дублаж е записан през 2002 г.
През 2009 – 2010 г. се излъчват повторения по Нова телевизия, всяка неделя.

### Синхронен дублаж
| Роля                                                            | Изпълнител                                                                                              |
| --------------------------------------------------------------- | --- |
| Тарзан                                                          | Мариан Маринов                                                                                          |
| Джейн Портър                                                    | Ася Рачева                                                                                              |
| Професор Архимед Кю Портър                                      | Калин Арсов                                                                                             |
| Търк                                                            | Василка Сугарева                                                                                        |
| Тантор                                                          | Георги Спасов                                                                                           |
| Кала (майката на Тарзан) Елинор (приятелка на Джейн)            | Лидия Вълкова                                                                                           |
| Кралица Ла Грийнли (приятелка на Джейн) Нао (съпруга на Базули) | Ралица Ковачева                                                                                         |
| Хейзъл (приятелка на Джейн) Даня                                | Поля Цветкова                                                                                           |
| Ренар Дюмон Капитан Джералд Мувиро Бул                          | Пламен Захов                                                                                            |
| Хуфт                                                            | Станислав Пищалов                                                                                       |
| Хюго                                                            | Стефан Сърчаджиев (диалог) Цанко Тасев (вокал)                                                          |
| Самюъл Ти Филандър                                              | Владимир Пенев                                                                                          |
| Макс Либлинг Нийлс Ренар Дюмон Том Орман                        | Даниел Цочев                                                                                            |
| Киуази Джоуи Маркс                                              | Сава Пиперов                                                                                            |
| Базули                                                          | Тодор Николов                                                                                           |
| Малърган                                                        | Георги Новаков                                                                                          |
| Полковник Николас Рокоф Тадеуш Хънт Седрик                      | Георги Тодоров                                                                                          |
| Полковник Жак Стаке                                             | Борис Чернев                                                                                            |
| Джабари                                                         | Стоян Джамбазов                                                                                         |
| Барути                                                          | Симеон Викторов                                                                                         |
| Джамила доктор Робин Дойл                                       | Ива Апостолова                                                                                          |
| Мактийг Мъркъс                                                  | Николай Пърлев                                                                                          |
| Окс Тублат Боб Маркам Йенсен Стенли                             | Стефан Сърчаджиев                                                                                       |
| Едгар                                                           | Цанко Тасев                                                                                             |
| Хенри Зуто Флинт Робърт Канлър                                  | Кирил Бояджиев                                                                                          |
| Мънго                                                           | Пламен Чернев                                                                                           |
| Сервитьорка                                                     | Нели Магриотова                                                                                         |
| Лейди Уолтъм Наоми Медисън                                      | Живка Донева                                                                                            |
| Аби (дъщеря на Боб Маркъм)                                      | Райна Даракчиева                                                                                        |
| Усула                                                           | Иван Джамбазов                                                                                          |
| Тиодор Рузвелт                                                  | Стефан Младенов                                                                                         |
| Капитан Найджъл Тейлър                                          | Здравко Димитров                                                                                        |
| Керчак                                                          | Димитър Герасимов                                                                                       |
| Малкия Тарзан                                                   | Николай Сугарев                                                                                         |
| Други гласове                                                   | Анислав Лазаров Владимир Бонев Кирил Бояджиев Петър Евангелатов Пламен Чернев Симона Нанова Стамен Янев |

| Песен          | Изпълнител                                 |
| -------------- | ------------------------------------------ |
| Два свята      | Стамен Янев Детска вокална група „Бон-Бон“ |
| Песен под душа | Калин Арсов                                |

| Обработка                       | Александра Аудио (2002-2003)            |
| ------------------------------- | --------------------------------------- |
| Режисьор на дублажа             | Ваня Иванова (Иванка Йонкова)           |
| Превод                          | Тодор Николов Христо Христов            |
| Музикален режисьор              | Десислава Софранова                     |
| Музикален асистент              | Цветомира Михайлова                     |
| Български текст на песните      | Десислава Софранова Цветомира Михайлова |
| Тонрежисьори                    | Виктор Стоянов Стамен Янев              |
| Творчески ръководител           | Венета Янкова                           |
| Продуцент на българската версия | Disney Character Voices International   |

- Това е един от последните озвучени сериали на актьора Пламен Захов преди смъртта му.
- Стамен Янев, който пее началната песен и тонрежисьор, изпълнява и вика на Тарзан.
- Актьорът Тодор Николов, който озвучава Базули, е и преводач на няколко епизода.
- Тодор Николов и Ралица Ковачева озвучават и в комедийния сериал „Женени с деца“.